# Авудре
Авудре (фр. Avoudrey) насеље је и општина у источној Француској у региону Франш-Конте, у департману Ду која припада префектури Безансон.
По подацима из 2011. године у општини је живело 863 становника, а густина насељености је износила 67,11 становника/km². Општина се простире на површини од 12,86 km². Налази се на средњој надморској висини од 723 метара (максималној 805 m, а минималној 692 m).

## Демографија
| 1962. | 1968. | 1975. | 1982. | 1990. | 1999. | 2011. |
| ----- | ----- | ----- | ----- | ----- | ----- | ----- |
| 510   | 543   | 658   | 710   | 710   | 705   | 863   |

График промене броја становника у току последњих година